# Siren Song of the Counter Culture
Albums de Rise Against
Revolutions per Minute
(2003) The Sufferer and the Witness
(2006)
Siren Song of the Counter Culture est le troisième album du groupe Rise Against. Il est sorti le 10 juillet 2004 sur le label Geffen Records. La piste "Give It All" est incluse dans la bande-son du jeu vidéo Need For Speed Underground 2.

## Liste des titres
1. "State of the Union" – 2:19
2. "The First Drop" – 2:39
3. "Life Less Frightening" – 3:44
4. "Paper Wings" – 3:43
5. "Blood to Bleed" – 3:48
6. "To Them These Streets Belong" – 2:49
7. "Tip the Scales" – 3:49
8. "Anywhere but Here" – 3:38
9. "Give It All" – 2:50
10. "Dancing for Rain" – 4:01
11. "Swing Life Away" – 3:20
12. "Rumors of My Demise Have Been Greatly Exaggerated" – 4:14

- Une version démo de la chanson "Give it All" est présente sur la compilation Rock Against Bush volume 1.